# سارة لورانس
سارة لورانس (بالإنجليزية: Sarah Lawrence)‏ هي عارضة أسترالية، ولدت في 1 مايو 1986 في برث في أستراليا.